# Дымково (Немский район)
Дымково — опустевшая деревня в составе Немского района Кировской области. 

## География
Находится на расстоянии примерно 15 километров по прямой на север-северо-запад от районного центра поселка Нема.

## История
Деревня известна с 1723 года, когда в ней было учтено 5 дворов, в 1764 году 40 душ мужского пола. В 1873 году учтено дворов 40 и жителей 249, в 1905 45 и 300, в 1926 54 и 259, в 1950 30 и 90 соответственно, в 1989 33 жителя. До 2021 года входила в  Архангельское сельское поселение Немского района, ныне непосредственно в составе Немского района.

## Население
Постоянное население  составляло 23 человека (русские 100%) в 2002 году, 0 в 2010.